# فوميا أراكي
فوميا أراكي (باليابانية: 荒木郁也؛ بالكانا: あらき ふみや) هو لاعب كرة قاعدة ياباني، ولد في 25 أبريل 1988 في كوتو في اليابان.

## وصلات خارجية
- فوميا أراكي على موقع دوري كرة القاعدة الرئيسي (الإنجليزية)
- فوميا أراكي على موقع الدوري الياباني لكرة القاعدة (الإنجليزية)
- فوميا أراكي على موقع دوري أستراليا لكرة القاعدة (الإنجليزية)
- فوميا أراكي على موقعبيزبول رفرنس.كوم (الدوري الثانوي) (الإنجليزية)